# Juan Miguel de Mora Vaquerizo
Juan Miguel de Mora Vaquerizo  (18 de octubre de 1921 - 18 de marzo de 2017) fue un profesor de sánscrito, indólogo, escritor, director de teatro y de cine, y periodista mexicano.

## Biografía
Nació en la Ciudad de México el 18 de octubre de 1921. Falleció en 2017. Su padre era mexicano y su madre era española. Estudió en Tabasco, México, y después en París en 1936. En ese mismo año, Juan Miguel de Mora se trasladó a España y se unió a las Brigadas Internacionales que luchaban contra el fascismo durante la guerra civil española. Participó en la Batalla del Ebro.
En 1939, se fue de España. Pasó una temporada en Francia y regresó a México, donde inició su carrera como periodista y sus estudios literarios, además de escribir diversas obras literarias.
En 1964, Juan Miguel de Mora viajó otra vez a España y, con ayuda del Partido Nacionalista Vasco, colaboró con la oposición clandestina al franquismo.
La matanza ocurrida en Tlatelolco el 2 de octubre de 1968 tuvo un gran impacto en Juan Miguel de Mora, quien plasmó sus reflexiones sobre el tema en una obra teatral llamada Plaza de las Tres Culturas.
Se casó con la escritora Marja Ludwicka Jarocka, quien colaboró con él en la escritura de varios libros.
Murió el 18 de marzo de 2017 en la Ciudad de México.

## Trayectoria académica
Juan Miguel de Mora estudió la preparatoria en el Instituto Juárez, hoy Universidad Juárez, en Villahermosa (Tabasco), Tabasco. Estudió Letras Hispánicas. Inició su maestría en la Universidad Nacional Autónoma de México y la continuó en la Universidad Latino-Americana de La Habana, Cuba. Obtuvo su doctorado en la misma universidad en 1951, gracias a una tesis sobre Lope de Vega.
Juan Miguel de Mora descubrió la India durante un viaje en los años cincuenta. Realizó estudios posdoctorales en literatura sánscrita en 1969 y 1970 en París, en la École Pratique des Hautes Études, con la maestra Anne Marie Esnoul. 
También se especializó en historia de China en la Universidad de Pekín. Estudió también literatura vietnamita en la Universidad de Saigón, en Viet Nam.
Desde 1981 fue vicepresidente de la Asociación Internacional de Estudios Sánscritos (IASS), puesto que ocupó durante 12 años. En el año 2009, fue elegido como director regional de IASS para América Latina.
Fue profesor de sánscrito en la Facultad de Filosofía y Letras (Universidad Nacional Autónoma de México) e investigador en el Instituto de Investigaciones Filológicas de la Universidad Nacional Autónoma de México, donde perteneció al Seminario de Hermenéutica. Fue profesor emérito del Jain Vishva Bharati Institute, en la India. Ha sido profesor visitante en la Universidad de Delhi, y en las de Kuala Lumpur, Gurukula Kangri, Sao Paulo, y Salamanca, entre otras. Pertenece a la Academia de Ciencias de Nueva York.

## Traductor
Juan Miguel de Mora tradujo del sánscrito al español 126 himnos del Rig-veda, varios Upanishads y el Uttaramacarita, de Bhavabuti.

## Periodista
En 1939, Juan Miguel de Mora fundó el semanario La Voz de la Chontalpa. Posteriormente fue director el Diario de Tabasco. Durante muchos años, fue corresponsal de la revista Siempre! en varios países. Participó en el periódico El Heraldo, en el cual realizaba crítica teatral. También fue comentarista radiofónico en XEX-La Voz de México. Escribió un libro de reportajes titulado El dragón y la estrella.
Juan Miguel de Mora fue el primer corresponsal de habla española en atestiguar la guerra de Vietnam.

## Novelista
A partir de 1947, se publicaron varias novelas escritas por él. Algunas de sus novelas tratan sobre el tema de la guerrilla en México, como por ejemplo la trilogía: La fórmula, Si tienes miedo… y Gallo rojo. Otras novelas escritas por él son: Al frente está la aurora, La rebelión humana y ¿Traicionará el presidente? Una novela que podría ser historia, entre otras.

## Dramaturgo
Juan Miguel de Mora se acercó al teatro primero a través de la crítica. Posteriormente, comenzó a escribir obras de teatro, las cuales se representaron desde 1955. Su primer estreno fue Ariel y Calibán, la cual fue interpretada por Ignacio López Tarso, Julio Taboada y Georgina Barragán. Otras de sus obras teatrales que fueron representadas son: Un hombre de otro mundo y El pájaro cantor vuelve al hogar, Una cruz para cada hombre y La terre. La mayoría de sus obras teatrales se caracterizan por contener reflexiones sobre la situación social, económica y política de México.

## Director de teatro, cine y televisión
Además de ser dramaturgo, Juan Miguel de Mora participó en el teatro en el área de dirección. Dirigió su obra de teatro Los héroes no van al frente. También fue director de la obra The Gioconda smile, de Aldous Huxley, y Guillermo Tell tiene los ojos tristes, de Alfonso Sastre.
En el área del cine, dirigió la película Nazkará en Guatemala en 1951. En Venezuela dirigió una adaptación de Los héroes no van al frente titulada Festín para la muerte (1955).

## Premios
Recibió el segundo Premio Nacional de Teatro en 1952 por su obra Ariel y Calibán. Fue premiado con las Palmas Académicas de la Academia Universitaria Internazionale de Italia. Recibió el premio de la Legión de Honor Mexicana en 1961, y fue nombrado en 1965 como caballero de la Orden de la Liberación de España. 
Le fue concedido el doctorado en Letras Honoris Causa de The International Free Protestant Episcopal University, de Londres, Inglaterra en 1962. En el mismo año, recibió la Cruz de Justicia de la Orden Constantiniana.
Fue homenajeado en 1999 por la Sociedad de Escritores Mexicanos, por sus diversas contribuciones, particularmente por su participación como periodista en Excélsior.
Debido a su conocimiento y difusión de la filosofía jaina, la Fundación MG Saraogi, de Calcuta, le otorgó el Premio Anekant Samman.

## Obras
La obra de Juan Miguel De Mora abarca diferentes géneros: ensayo, traducción, novela y teatro.

### Traducciones
- Rig Veda (primera edición, 1974)
- Los Upanishads (1990)
- Uttaramacarita: El último lance de Rama (1984)

### Ensayos
- El español de Lope de Vega Carpio visto por sus cartas (1962)
- La Filosofía en la Literatura Sánscrita (1968)
- Panorama del teatro en México. Además: 58 críticas y un ensayo  (1970)
- La India y el mundo de Sylvain Lévy (1978)
- La dialéctica del Rig Veda (1978)
- Ni Renovacion Ni Moral (1985)
- Las elecciones en México (1988)
- El Gatuperio: omisiones, mitos y mentiras de la historia oficial (1993)
- Yo acuso a los gobiernos de México de haber robado, explotado, asesinado y manipulado a nuestros indios; y al EZLN de ser otra manipulación de indios y un instrumento para desestabilizar al país a costa de vidas indígenas  (1994)
- Gandhi: la India (1998)
- Ayurveda: apuntes para una historia de la ciencia en la India antigua: medicina humana y medicina veterinaria (2002)
- El concepto de divinidad en el hinduismo (2003) (en colaboración con Marja Ludwicka Jarocka)
- El principio de los opuestos en los textos en sánscrito (2003)
- Cota 666: Mi Batalla del Ebro (2005)
- La libertad, Sancho: testimonio de un soldado de las Brigadas Internacionales en el principio de la Segunda Guerra Mundial, comienzo al que llaman Guerra Civil Española (2008)
- Visiones del Ramayana: la India y el sudeste asiático (2012) (en colaboración con Marja Ludwicka Jarocka)
- Tantrismo Hindú y Proteico Publicado por la Universidad Nacional Autónoma de México en 1988, Isbn: 9789683604866

### Novelas
- Al frente está la aurora (1947)
- Misión 317, peligro (1957)
- Desnudarse y morir (1957)
- Amarse y morir (1960)
- La muerte las prefiere desnudas (1960)
- Los senos de la muerte son erectos (1960)
- La rebelión humana (1967)
- Otra vez el día sexto (1967)
- Hagan la guerra, no el amor (1971)
- La fórmula (1971)
- Si tienes miedo… (1973)
- Gallo rojo (1975)
- Érase una vez un presidente (1976)
- El emperador (1978)
- Todesblock. Pabellón de la muerte (1980)
- La samba de la muerte (1982)
- ¿Traicionará el presidente? Una novela que podría ser historia (1982)
- También los niños (1986) (en colaboración con Marja Ludwicka Jarocka)
- El yelmo de Mambrino (1993)
- Los muertos estaban quietos (2001)
- Sólo queda el silencio (2005)
- El hombre que no había nacido (2005)

### Obras teatrales
- Ariel y Calibán (1955)
- Primero es la luz (1955)
- Un hombre de otro mundo (1956)
- El pájaro cantor vuelve al hogar (1956)
- Los héroes no van al frente (1957)
- Espartaco (1961)
- La terre (1969)
- Una cruz para cada hombre
- Plaza de las tres culturas (1978)